# 王敏 (五代)
王敏（？—957年），字待问，单州金乡人，五代十国后汉、后周官员。
王敏性情纯直，年轻时刻苦学习作文章，登进士第。后依附杜重威，历任数镇从事。后汉初年，杜重威在邺城叛乱，王敏为留守判官，哭谏杜重威，恳请归顺，杜重威开始不肯听从，后来穷窘，采纳王敏之言，以城降汉。魏州饥民有十分之四五，能保全余生，是王敏之力。王敏入朝，拜侍御史。柴荣镇澶州，郭威以王敏谨慎忠厚，命他为澶州节度判官。柴荣担任开封尹，王敏改为开封少尹。柴荣嗣位皇帝，即周世宗，王敏权知府事，升任为左谏议大夫、给事中，转任为刑部侍郎。王敏把女婿陈南金推荐给曹州彰信軍節度使李继勋，保举他为为记室，其后李继勋在寿州战败，回京也没有无待罪之礼，周世宗以李继勋是武臣，没有追责，于是迁怒陈南金，说他辅佐无方，将他罢黜。王敏于是连坐，也被免官。一年后，再任司农卿。显德四年秋，因病去世。